# Małgorzata Pskit
Małgorzata Pskit, född den 25 maj 1976, är en polsk före detta friidrottare som tävlade i häcklöpning.
Pskits främsta merit är att hon blev silvermedaljör på 400 meter häck vid universiaden 2001. Hon var även i final vid både EM 2002 och VM 2005 där hon slutade sexa respektive åtta. 
Som en del av polska stafettlag på 4 x 400 meter blev hon bronsmedaljör vid EM 2002 och silvermedaljör vid inomhus-EM 2005.

## Personliga rekord
- 400 meter häck - 54,75